# هدمت بيتي (فلم)
هدمت بيتي هو فيلم دراما مصري إنتاج 1946، إخراج حسين فوزي وتأليف محمود السباع وبطولة زكي رستم، روحية خالد، محمد سلمان.

## فريق العمل
إخراج: حسين فوزي
تأليف: محمود السباع
إنتاج: أفلام حسين فوزى
بطولة:
- زكي رستم
- روحية خالد
- محمد سلمان
- زوزو شكيب
- بشارة واكيم
- زينب صدقي
- محمود السباع
- صوفى ديمترى

## روابط خارجية
- مقالات تستعمل روابط فنية بلا صلة مع ويكي بيانات